# Терористичен акт на летище Домодедово
Терористичният акт на летище „Домодедово“ е терористичен акт, извършен на 24 януари 2011 г. в международната зала за посрещачи на московското летище Домодедово, Русия.
Експлозията (според някои източници експлозиите са били 2) е предизвикана от така наречен „смъртник“ (по друга информация бомбата е била в чанта), като взривът е в 16:32 ч. московско време сред тълпата от посрещачи.
Вследствие на атентата загиват 35 души (сред които и българинът Николай Иванов), 110 души получават различни по степен наранявания и са хоспитализирани в московски болници.

## Хроника на трагедията
- 24 януари 2011 година, около 16:32 часа сред тълпата, посрещаща пристигащите пътници в международната зала на летището избухва взрив. По това време на терминала има граждани от Русия и други страни. Според данни от Министерството на здравеопазването на Руската Федерация[7][8], загиват 35 души, ранени са 116. Летищната сграда е обвита в дим. Хората са евакуирани през аварийните изходи. Изходите към залите за пристигане са блокирани, те се изпълват с множество хора. Част от полетите са пренасочени към Летище Шереметиево.

- "Молете се за нас, при нас на „Домодедово“ се взриви бомба" – това е първото съобщение, появило се в световната мрежа, публикувано в 16:38 часа[9], на страницата на социалната мрежа Twitter. 15 минути по-късно, в ефир излиза първото специално издание на телевизия „Дожд“[10].

- По данни на информационна агенция „РИА-Новости“, мощността на бомбата, избухнала на летището е 5 кг. тротилов еквивалент.

- За да бъдат евакуирани хората на летището, екипа за действие при инциденти решава да разруши една тухлена стена[11].

- В съобщение на агенция „Rosbalt“, разузнавателните служби са имали информация за самоубийствен атентат в Москва[12].

- Президентът на Руската Федерация Дмитрий Медведев променя плановете си за посещение на Световния икономически форум в Давос[13]. Президентът настоява за въвеждане на специален режим на сигурност на летищата и другите транспортни центрове в страната. Експлозията на летище „Домодедово“ официално е наречена акт на тероризъм.

- Изяснява се, че мощността на взривното устройство е било не по-малко от 7 кг. тротилов еквивалент. Според някои изказвания, в бомбата били поставени метални предмети, които да нанесат повече поражения[14].

- Според лекарите, участвали в първата вълна на спасители от Бърза помощ, бомбата е била пълна с дребни метални елементи – парчета от тръби, болтове, гайки и други подобни елементи. Впоследствие обаче експерти казват, че това не е възможно и най-вероятно металните фрагменти може би са парчета от колички, багаж и други предмети, които са били в близост до епицентъра на експлозията.

- На летището пристига директорът на Градското управление на министерството на вътрешните работи в Москва Владимир Колоколцев, заявява ръководителят на отдел връзки с обществеността на столичната милиция Виктор Бирюков. Той добавя, че милицията в Москва е въвела специален режим и мерки за защита на всички важни съоръжения в столицата. На мястото на експлозията пристига и заместник-главният прокурор Владимир Малиновски, и транспортният прокурор на Москва Владимир Тюлков.

- Според предварителните доклади един от тримата заподозрени мъже идва от Северен Кавказ.

- 19:24 ч. Броят на жертвите на терористичната атака нараства до 35 души.

- 19:35 ч. на мястото на атентата са открити останките на заподозрян терорист.

- Според мнение на лекарите, дадено на основание получените наранявания на пострадалите, бомбата вероятно е била на пода.

- На сайта на Министерството на извънредните ситуации е публикуван списък с пострадалите, които са хоспитализирани в Москва.

- 21:03 ч. Според сайта Lenta.ru са пострадали най-малко шестима чужденци – граждани на Италия, Франция, Словакия, Таджикистан, Узбекистан и Киргизстан. Това са само предварителни официални данни.

## Разследване
Разследването на терористичния акт е възложено на Следствен отдел към Разследващия комитет на Русия, който започва работа по наказателно производство, възбудено по член 205 (терористичен акт), точка 2 от член 105 (убийство на две или повече лица), част 1 от член 222 (незаконно притежание на оръжие и взривни вещества), Част 1 на член 223 (незаконно производство на взривни устройства) от Наказателния кодекс на Русия. Към 27 януари 2011 година е известно, че разследването е започнало с изземване на документите на сигурността на летище „Домодедово“.
Според последна информация на агенция Lenta.ru, разследването опровергава информацията, че експлозията на летището е следствие на самоубийствен акт на двама мъже. По предварителни данни, взривното устройство е взривено от мъж, на видима външност между 30 и 40 години, със спортно телосложение, с европейски облик, а не с кавказки черти. Участието в терористичната атака на жена и мъж с арабски черти, за което по-рано съобщава източник от правоохранителните органи, е отхвърлено от разследването.
На мястото на взрива са открити следи от пластичен експлозив.
Бомбата е била пълна с метални детайли.